# Herman Rappaport

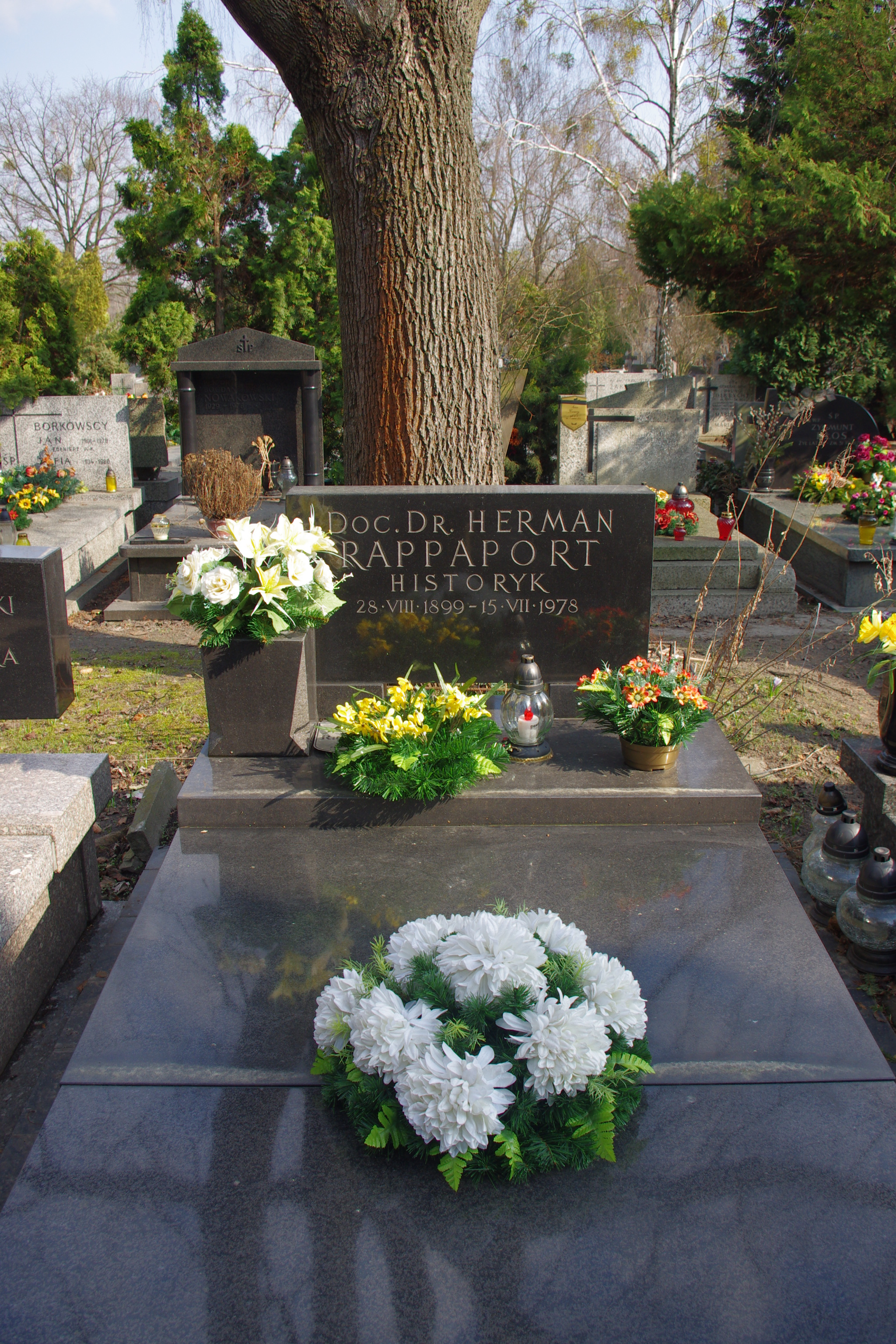
Grób historyka Hermana Rappaporta (1899–1978) na Cmentarzu Wojskowym na Powązkach w Warszawie

Herman Rappaport, ps. Jelinek, H.R., Henryk Rodziewicz (ur. 28 sierpnia 1899 w Hutarze, zm. 15 lipca 1978 w Warszawie) – polski historyk, archiwista i działacz komunistyczny.

## Życiorys
Urodził się w rodzinie żydowskiej, jako syn Samuela i Sary. Absolwent szkoły średniej w Skolem (1919), działacz KPGW/KPZU, uczestnik Kongresu KPGW w cerkwi św. Jura we Lwowie jesienią 1921, współzałożyciel miejskiej organizacji komunistycznej i II sekretarz Komitetu Miejskiego i Okręgowego w Stryju w drugiej połowie lat 20. W latach 1926–1928 studiował historię na Uniwersytecie Lwowskim, w 1934 został doktorem filozofii.
Kilkakrotnie aresztowany za działalność komunistyczną, na przełomie 1922/1923 sądzony w tzw. procesie świętojurskim we Lwowie, od października 1921 do czerwca 1923 więziony. Po zwolnieniu był nauczycielem, m.in. w Stryju i Kowlu. Po zajęciu wschodnich ziem RP przez Armię Czerwoną inspektor Wydziału Oświaty w Kowlu i kierownik rejonowego Wydziału Oświaty w Zabłociu na Wołyniu. Od lata 1940 kierownik ds. pedagogicznych w szkole średniej w Stryju i wykładowca historii w Instytucie Doskonalenia Nauczycieli w Drohobyczu. Po ataku Niemiec na ZSRR w czerwcu 1941 przeniósł się do Tormosino w obwodzie stalingradzkim i pracował tam w szkole średniej. W czerwcu 1942 ochotniczo wstąpił do Armii Czerwonej, ranny w bitwie pod Stalingradem. W latach 1943–1945 lektor w Komitecie Miejskim WKP(b) w Barnaule. Od 1945 do 1946 starszy pracownik naukowy w Okręgowym Archiwum Historycznym we Lwowie, od 23 października 1946 kandydat nauk historycznych na Uniwersytecie im. Iwana Franki. Od grudnia 1946 w Polsce, wstąpił do PPR i został kierownikiem Archiwum Wydziału Historii Partii KC PPR w Warszawie oraz, później, wykładowcą w Centralnej Szkole Partyjnej w Warszawie i Łodzi oraz Instytucie Kształcenia Kadr Naukowych i Szkole Dyplomatyczno-Konsularnej MSZ. W latach 1952–1956 wydalony z PZPR, kustosz w AGAD w Warszawie. Od 1970 na emeryturze.
Autor 70 publikacji, głównie z zakresu historii „ruchu robotniczego” i międzywojennej historii Polski. Odznaczony Krzyżem Kawalerskim Orderu Odrodzenia Polski (1959), Medalem „Za zwycięstwo nad Niemcami w Wielkiej Wojnie Ojczyźnianej 1941–1945" (1962) i Odznaką Zasłużony Działacz Kultury (1970). Pochowany na wojskowych Powązkach (kwatera F-8-4).